# Mozilla Thunderbird
Mozilla Thunderbird, of kortweg Thunderbird, is een opensource-e-mailclient ontwikkeld door het Mozilla-project. Net als de webbrowser Mozilla Firefox heeft Thunderbird als doel een snel, functioneel en krachtig programma te zijn, zonder een overmaat aan toeters en bellen. Om die reden werd het programma, net als Firefox, in 2004 afgesplitst van het Mozilla-pakket (nu SeaMonkey) waarmee de broncode gedeeld werd. Mozilla Thunderbird is in 2007 sinds versie 1.0 reeds 44 miljoen keer binnengehaald.
Thunderbird is gratis te verkrijgen voor Windows, Linux, SkyOS en Mac. Mozilla Thunderbird is beschikbaar in 52 verschillende talen, waaronder Nederlands en Fries.
Begin juli 2012 liet Mozilla aanvankelijk weten niet verder te gaan ontwikkelen voor Thunderbird. Vanaf die datum leverde de firma enkel "Extended Support Releases", met veiligheids- en onderhoudsupdates. Later is toch weer besloten om met de ontwikkeling verder te gaan.

## Extensies
Voor diegenen die extra functionaliteit wensen, zijn er extensies ("add-ons") verkrijgbaar. Zo kan je met behulp van de extensie Enigmail het encryptie-systeem Pretty Good Privacy (PGP) integreren in Thunderbird. Een andere extensie is Lightning, waarmee de agenda-functies van het project Mozilla Calendar in Thunderbird worden geïntegreerd.

## Functies
Onderstaande functies zitten standaard in Mozilla Thunderbird:
- Ondersteuning voor de systemen IMAP en POP om mail te ontvangen en voor SMTP om te versturen
- Een spamfilter en anti-phishing-beveiliging
- Spellingcontrole tijdens het schrijven van een e-mail
- RSS-ondersteuning
- "Virtuele mappen" (labels)
- Uitgebreide zoekfilters voor e-mails
- Nieuwsgroepcliënt (NNTP)
- Automatisch installeren van beveiligingsupdates
- Beveiligingsmogelijkheden met S/MIME, digitale ondertekening, encryptie en beveiligingscertificaten
- Adresboek
- Tabbladen
- Optie om grote bestanden "mee te sturen" door middel van een link naar een externe opslag op het web (filelink)

## Versiegeschiedenis

### Versie 14
Versie 14 werd uitgebracht op 17 juli 2012.

### Versie 15
Versie 15 werd uitgebracht op 28 augustus 2012. Deze versie bevat volgende veranderingen:
- De zoekfunctie kan nu ook zoeken door chatgesprekken gevoerd in Thunderbird
- Grote bestanden kunnen verstuurd worden via Ubuntu One met de Thunderbird-functie Filelink

### Versie 16
Versie 16 werd op 10 oktober 2012 uitgebracht. Deze versie bevat volgende veranderingen:
- Filelink-ondersteuning voor Box.com
- Stille installatie van updates

### Versie 24
Versie 24 werd uitgebracht op 17 september 2013.

### Versie 31
Versie 31 werd uitgebracht op 22 juli 2014. Deze versie bevat volgende veranderingen:
- Thema-ondersteuning voor Windows 8.
- Dockgedrag voor icoon verbeterd in OS X.
- Herinnering voor vergeten bijlage verbeterd en betrouwbaarder gemaakt.
- Integratie van meldingen met het OS X-berichtencentrum.
- Mozilla Firefox-achtig zoeken en vervangen venster, beschikbaar vanuit het venster "bericht opstellen".
- De weergave van gekoppelde en ingesloten afbeeldingen werd verbeterd.
- Verbeteringen aan het doorzoeken van het adresboek en automatisch aanvullen.
- RSS-weergave verbeterd.

### Versie 38
Versie 38.0.1 werd uitgebracht op 11 juni 2015.

### Versie 52
Versie 52.5.0 werd uitgebracht op 23 november 2017.